# Kameruni olajgalamb
A kameruni olajgalamb (Columba sjostedti) a madarak osztályának galambalakúak (Columbiformes) rendjéhez és a galambfélék (Columbidae) családjához tartozó faj.
A magyar név forrással nincs megerősítve, lehet, hogy az angol név tükörfordítása (Cameroon Olive-pigeon).

## Előfordulása
Kamerun, Egyenlítői-Guinea, Nigéria, valamint São Tomé és Príncipe területén honos.